# Franjo-Luka Predanić
Franjo-Luka Predanić (Zagreb, 11. rujna 1905. – Zagreb, 8. srpnja 1996.), hrvatski atletičar. Natjecao se za Kraljevinu Jugoslaviju.
Natjecao se na Olimpijskim igrama 1928. u utrci na 1500 metara. Nastupio u prednatjecanju.
Bio je član zagrebačkih klubova Građanskog, ASK-a, Concordije i Dinama te beogradske Jugoslavije i bečkog WAC-a.